# ATSC
進階電視系統委員會（ATSC，Advanced Television Systems Committee）是1982年成立的委員會，訂立用於數碼電視的進階電視系統委員會標準（ATSC，Advanced Television Systems Committee standards）
ATSC系統原為取代北美洲最常用的NTSC制式。在ATSC規範之下，高畫質電視可產生高達1920×1080像素的寬螢幕16:9畫面尺寸──超過早前標準顯示解析度的六倍。然而，許多不同尺寸的畫面也有支援，所以高達六個標準解析的子頻道可被播送在一個現存的電視台6兆赫頻道。
ATSC也傲於其劇院質素聲音，因其採用杜比數碼AC-3格式，提供5.1環迴立體聲。眾多的輔助數據傳輸廣播的服務可能也可提供。
如同ATSC系統所需佔用一整個頻道，當使用ATSC的電視台也想保留類比訊號時，必須播送在兩個分離的頻道。

## 解析度
ATSC支援多種不同的顯示解析度、長寬比及幀率。 
- 640x480（4:3，正方形像素）
  - 隔行掃描
    - 29.97（59.94場/每秒）
    - 30（60場/每秒）

  - 逐行掃描
    - 23.976
    - 24
    - 29.97
    - 30
    - 59.94
    - 60
- 704x480（4:3或16:9，非正方形像素）
  - 隔行掃描
    - 29.97（59.94場/每秒）
    - 30（60場/每秒）

  - 逐行掃描
    - 23.976
    - 24
    - 29.97
    - 30
    - 59.94
    - 60
- 1280x720（16:9，正方形像素）
  - 逐行掃描
    - 23.976
    - 24
    - 29.97
    - 30
    - 59.94
    - 60
- 1920x1080（16:9，正方形像素）
  - 隔行掃描
    - 29.97（59.94場/每秒）
    - 30（60場/每秒）

  - 逐行掃描
    - 23.976
    - 24
    - 29.97
    - 30

不同的解析度能運作在逐行掃描或隔行掃描模式，雖然最高解析度1080線系統無法顯示在59.94幀／秒或60幀／每秒的逐行掃瞄畫面（當時認為這種技術太先進，增加畫面品質被認為太欠缺考量能被傳遞的資料量）。6MHz無線廣播頻道可傳送每秒19.39Mb（百萬位元）的資料量；比照DVD標準最大允許位元率為每秒10.08Mb。
ATSC有三種基本的顯示尺寸。基本和增強型NTSC和PAL畫面尺寸是屬於低階的480或576掃瞄線。中型尺寸畫面有720解析度的掃瞄線和960或1280像素寬（4:3，傳統型，和16:9， 寬螢幕型，分別的長寬比）。  最高階的有1080掃瞄線1440或者1920像素寬（這也是，4:3和16:9分別的長寬比）。1080掃瞄線影像是實際以1920×1088像素幀編碼，但是最後8條掃瞄線省略顯示。這是因為MPEG-2影像格式的限制，要求被編碼的亮度採樣數（即像素）要可被16整除。

## 模塊化和傳輸
ATSC訊號是設計為使用與NTSC電視頻道相同的6MHz頻寬。

## 使用情況
美國、加拿大、墨西哥、韓國、蘇利南、牙買加、海地和多明尼加使用。

### 美加地區以及韓國
在無線方面採用ATSC作為該國的數位電視標準，但是在第四台方面與美國同步採用ATSC-C系統

### 墨西哥、蘇利南、牙買加、海地、多明尼加
在無線方面雖然採用ATSC，但是在第四台方面卻採用DVB-C系統

台灣曾短暫測試ATSC，台視在2000年曾用該系統HDTV轉播中華民國第十任總統就職典禮，但僅限陽明山竹子湖發射站收訊範圍，後因行動接收的收訊不理想，改為使用DVB-T。

## 其他系統
ATSC與DVB-T標準和日本導入的ISDB-T（ISDB模組同為巴西SBTVD-T標準的基礎）並存。 另有一個稱為ADTB的類似系統，該系統是作為中國新DMB-T/H雙系統的一部分而研發的。雖然中國的官方做法是採用雙制式系統， 但目前並無要求須讓接受端可在雙系統下運作，而且也沒有播送端設備與接收器製造廠有支援ADTB調變。

### 比較
儘管曾有批評指導入及使用ATSC系統既複雜且昂貴， 但如今播送端和接受端設備的價格已與DVB相去不遠。

## 外部連結
- ATSC website（页面存档备份，存于）
- The common ATSC formats represented in different criteria[]
- What exactly is ATSC?（页面存档备份，存于）